# 254299 Shambleau
254299 Shambleau è un asteroide della fascia principale. Scoperto nel 2004, presenta un'orbita caratterizzata da un semiasse maggiore pari a 3,0628494 UA e da un'eccentricità di 0,1365033, inclinata di 0,88180° rispetto all'eclittica.